# Winston-Salem Cycling Classic (mannen)
De Winston-Salem Cycling Classic was een eendaagse wielerwedstrijd die net als bij de vrouwen van 2014 tot 2019 elk jaar in het voorjaar werd verreden in de omgeving van Winston-Salem (North Carolina) in de Verenigde Staten. De wedstrijd maakte deel uit van de UCI America Tour, en werd in 2019 gecategoriseerd als UCI 1.2, van 2016 tot 2018 werd de wedstrijd gecategoriseerd als UCI 1.1 en daarvoor als UCI 1.2. De wedstrijd werd niet verreden tijdens de coronacrisis en keerde nadien niet meer terug. Hoewel de elite wedstrijd na de coronacrisis niet meer terugkeerde werd het criterium in 2021 nog twee keer verreden.

## Overwinningen per land
| Overwinningen | Land                    |
| ------------- | ----------------------- |
| 3             | Verenigde Staten        |
| 1             | Canada, Letland, Mexico |